# Concistori di papa Gregorio VII

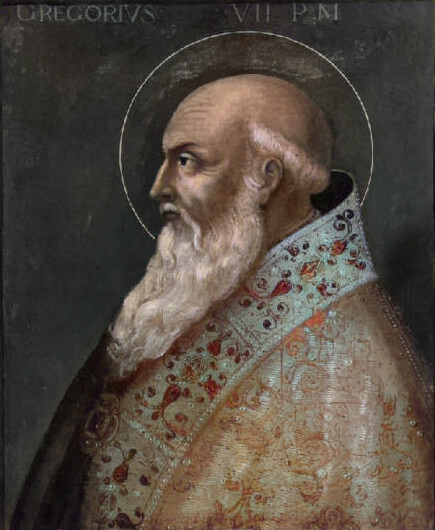
Papa Gregorio VII

Questa voce raccoglie l'elenco completo dei concistori per la creazione di nuovi cardinali presieduti da papa Gregorio VII, con l'indicazione di tutti i cardinali creati di cui si hanno informazioni documentarie (31 nuovi cardinali in 9 concistori). I nomi sono posti in ordine di creazione.

## 1073 (I)
- Regizzo, creato cardinale vescovo di Sabina (morto ca. 1078)
- Eudes de Lagery, O.S.B.Clun., priore del monastero di Cluny; creato cardinale presbitero (titolo ignoto); poi eletto papa col nome di Urbano II il 12 marzo 1088; morto nel 1099; beatificato nel 1881
- Conone, Can.Reg.O.S.A.; creato cardinale presbitero di Sant'Anastasia (morto nel 1123)
- Deusdedit, creato cardinale presbitero di San Pietro in Vincoli (morto nel 1098 o nel 1099)
- Benedetto Cao, creato cardinale presbitero di Santa Prassede (morto nel 1087)
- Jean, creato cardinale presbitero dei Santi Silvestro e Martino
- Raniero Raineri da Bleda, O.S.B.Clun., abate del monastero dei Ss. Lorenzo e Stefano fuori le mura (Roma); creato cardinale presbitero di San Clemente; poi eletto papa con il nome di Pasquale II il 13 agosto 1099; morto nel 1118; beatificato
- Natrone, creato cardinale presbitero (titolo ignoto)
- Giovanni, creato cardinale presbitero dei Santi Giovanni e Paolo (morto prima del 1088)
- Even, O.S.B., abate del monastero di Saint-Mélaine (Rennes); creato cardinale diacono (diaconia ignota) (morto nel 1081)
- Gregorio, creato cardinale diacono (diaconia ignota) (morto ca. 1086)
- Giovanni, creato cardinale diacono (diaconia ignota)
- Gregorio, creato cardinale diacono (diaconia ignota) (morto ca. 1085)

## 1074 (II)
- Giovanni, vescovo di Viviers; creato cardinale presbitero (titolo ignoto)

## 1075 (III)
- Graziano, creato cardinale presbitero (titolo ignoto) (morto nel maggio 1086)
- Falco, creato cardinale presbitero di Santa Maria in Trastevere (morto prima di giugno 1079)
- Innocenzo, creato cardinale presbitero (titolo ignoto)
- Bonsignore, creato cardinale presbitero (titolo ignoto) (morto ca. 1085)
- Crescenzio, creato cardinale diacono (diaconia ignota)
- Licinio Savelli, creato cardinale diacono di San Giorgio in Velabro (morto prima del 1088)
- Berardo, creato cardinale diacono di Sant'Adriano (morto ca. 1115)

## 1076 (IV)
- Pietro Damiano iuniore, O.S.B.Cam., creato cardinale diacono (diaconia ignota) (morto dopo marzo 1091)

## 1077 (V)
- Benedetto, creato cardinale presbitero di Santa Pudenziana (morto dopo maggio 1125)
- Desiderio, creato cardinale presbitero di Santa Prassede (morto prima del 1099)
- Pietro, creato cardinale presbitero (titolo ignoto)

## 1078 (VI)
- Gregorio, creato cardinale vescovo di Sabina (morto prima del 1086)
- Richard de Milhau, O.S.B.; creato cardinale presbitero (titolo ignoto) (morto nel febbraio 1121)

## 1080 (VII)
- Giovanni Minuto, creato cardinale vescovo di Labico (morto dopo aprile 1094)
- Stefano, creato cardinale (ignoto se presbitero o diacono)

## 1084 (VIII)
- Gebizo, O.S.B., vescovo di Cesena; creato cardinale presbitero (titolo ignoto) (morto dopo marzo 1097)

## 1085 (IX)
- Azzo, creato cardinale presbitero (titolo ignoto) (morto prima del 1124)

## Fonti
- (EN) Current and historical information about the Bishops and Dioceses of the Catholic Hierarchy around the world, su catholic-hierarchy.org.
- (EN) Salvador Miranda, Gregory VII, su fiu.edu – The Cardinals of the Holy Roman Church, Florida International University. URL consultato il 27 luglio 2015.